# 禅臣洋行

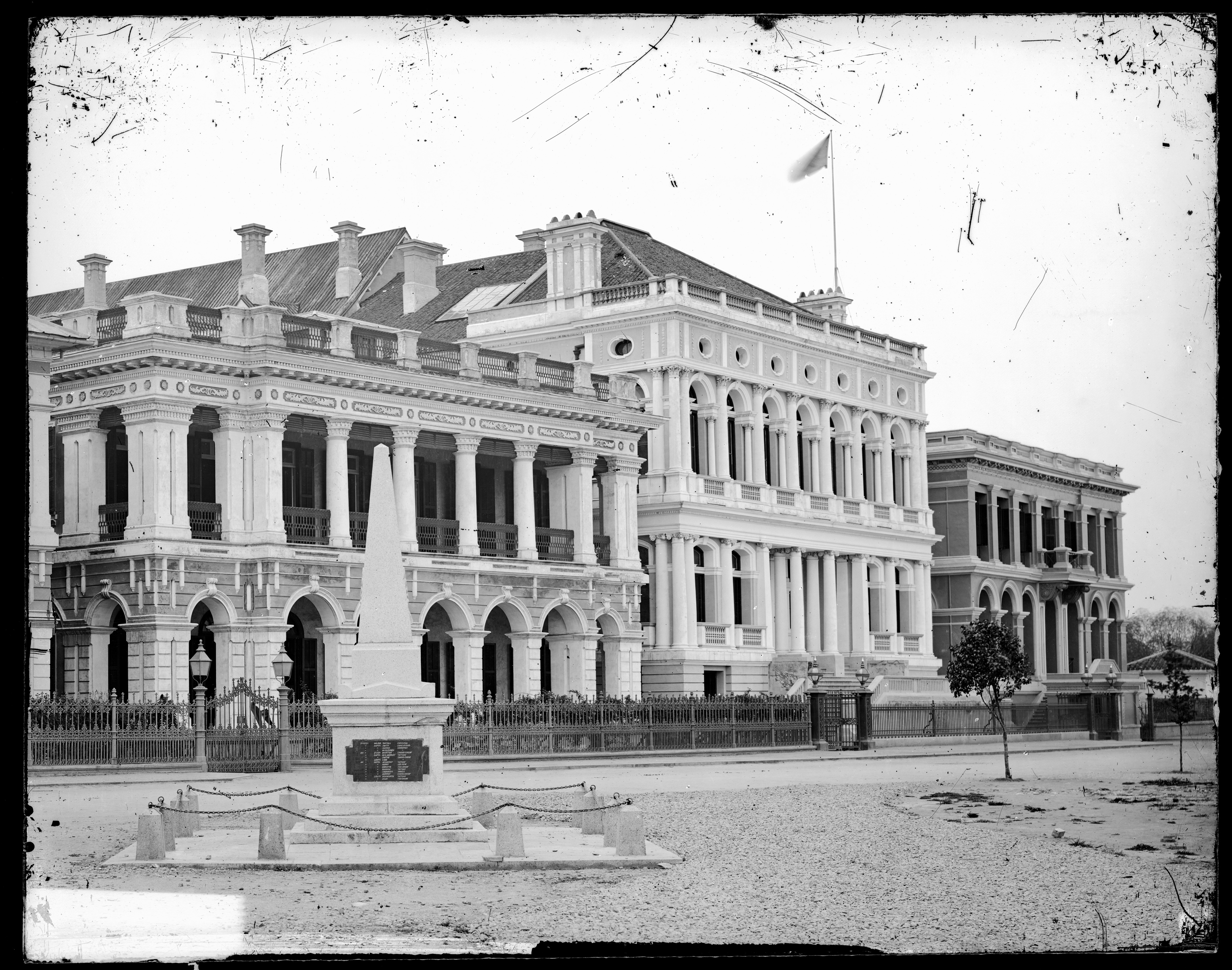
拍摄于1871年，从左至右是禅臣洋行、东方汇理银行、上海共济会大楼。

禅臣洋行（Siemssen & Co.）是一家历史悠久的从事远东贸易的德国公司，也是最早在上海开业的德资洋行。

## 历史
禅臣洋行的总行设在德国汉堡市，创办人特奥多尔·希姆森(Theodor Siemssen)。1846年该行来到中国广州设立分行。1856年在上海外滩设立分行，行址在外滩28号（北京路北侧），并成为禅臣的中国总部。后又在天津、汉口、青岛、福州等重要商埠陆续开辟分行。天津禅臣洋行位于天津德租界威尔逊路（今解放北路）113号。1899年,禅臣在青岛的分行成立，位于威廉皇帝海岸（今太平路）礼和洋行东侧，1900年建造（已拆除）；分行大楼后来搬迁至皇帝街，今馆陶路5号楼房址。 
禅臣洋行最著名的业务是经营工厂和铁路的成套设备，以及西药、染料、军火等，乃至绒线、布匹、针线等日用商品，代理德、英许多著名厂商和保险公司，并向欧洲出口中国土产。包括帮助阎锡山建设西北炼钢厂和同蒲铁路。
第一次世界大战德国战败，禅臣洋行被迫退出中国市场，各地产业作为敌产被没收；战后禅臣又重返中国，业务进一步扩展。并增设了南京分行。
第二次世界大战以后，中国国民政府查封德国在华产业，分期分批遣送德侨回国。禅臣洋行经理杨宁史（W.Jannings，1886年—）于1946年1月22日，将自己历时数十载收藏的价值连城的241件古代铜器、兵器献给国立北平故宫博物院，才得到特许留居中国，直至1954年6月16日被天津市人民政府驱逐出境。